# John Michael Hayes
John Michael Hayes (Worcester], 11 de maio de 1919 — Nova Hampshire, 19 de novembro de 2008) foi um roteirista norte-americano, conhecido por roteirizar os filmes de Alfred Hitchcock na década de 1950.